# دنیای فوتبال
مجله دنیای‌فوتبال سال‌ها بعد از توقف فعالیت «روزنامه دنیای‌فوتبال» منتشر شد. کارشناسان روزنامه خصوصی دنیای فوتبال را نشریه ای توصیف می‌کنند که «جستجوگری را در دستور کار داشت» و تلاش می‌کرد جای خود را به عنوان نماینده دیدگاه قشرها جدی تر و تحصیل کرده تر در عرصه فوتبال باز کند. ایده انتشار مجله به‌صورت ماهنامه برای اولین‌بار از سوی علی عالی مطرح شد. آن روزها مجله شهروندامروز به‌عنوان یکی از کامل‌ترین مجلاتِ کشور مطرح بود و پیش از آن مجله پیام‌امروز برای آن‌ها که به مسائل عمیق‌تر دنیای سیاست، فرهنگ، اجتماع و اقتصاد علاقه داشتند، کامل‌ترین نشریه بود. ایده مجله‌ای فاخر و قابل دفاع در حوزه ورزش که به مسائل تاریخی، مدیریتی و کلانِ ورزش بپردازد، برای اولین‌بار مطرح شد و آرام آرام بدون تبلیغ جایش را به‌عنوان مجله‌ای حرفه‌ای پیدا کرد. مجله‌ای که علی عالی در سرمقاله شماره اولش نوشت: «عشق به نوشتن و روزنامه‌نگاری بزرگ‌ترین عشقِ دنیاست. می‌خواهد وسط یک جشن ملی باشد یا سرخوردگی عمومی… در روزگاری که بسیاری نظاره‌گر شده‌اند و از دور نقد می‌کنند، ما می‌نویسیم… بعدها خواهند گفت چه کسانی در این شرایط کار کردند و زحمت کشیدند و چه کسانی فقط نظاره‌گر بودند… دنیای‌فوتبال یک نشریه تابلودار است و هیچ‌کس نمی‌تواند ادعا کند که صاحب آن است… اعتقاد داریم صدایی کوچک هستیم، متفاوت‌تر از صداهای بلند و هدایت‌شده و رسمی رسانه‌های ایران و مطمئناً هم تحمل شنیدن صدای مخالف را داریم و تک‌خطی نیستیم». 20شهریور 1392 صفحه فیسبوک مجله نوشت: «حالا نزدیک به 4 سالی می‌شود که دیگر روزنامه «دنیای فوتبال» منتشر نمی‌شود. اما خبر آمد که خبری در راه است. تحریریه آن روزنامه به یادماندنی که حالا با تجربه‌تر شده‌اند، قصد راه اندازی ماهنامه‌ای را دارند که از پانزدهم مهرماه بر روی دکه‌ها خواهد آمد. ماهنامه‌ای که مطمئناً حرف‌های زیادی برای گفتن خواهد داشت. حرف‌هایی که احتمالاً کمتر شنیده‌اید و دانستن آن حق شماست.» 6مهر 1392 علی عالی در گفتگو با خبرگزاری ایسنا از آغاز به‌کار این مجله خبر داد دربارهٔ این مجله می‌توان به خاطره یکی از خبرنگاران اشاره کرد. احسان بداغی، خبرنگار سیاسی آن روزهای روزنامه اعتماد به اتاق علی مطهری رفته بود. روی میز کار نماینده مردم تهران، مجله «دنیای فوتبال» را دید. پرسید: «شما مگر مجله ورزشی هم می‌خوانید؟» علی مطهری جواب داد: «کاری به حوزه و نگاهی که دارند، ندارم. اما اینها از معدود نشریاتی هستند که به‌طور جدی به حوزه تخصصی شان نگاه می‌کنند و زرد نیستند». این مجله نوگرا برای همیشه جایی ثابت در کتابخانه‌های مخاطبان خود یافت.

## رسانه‌ها چه نوشتند؟
روزنامه دنیای‌فوتبال تمام رنگی که با نگاهی تخصصی به فوتبال کار خود را آغاز کرده بود و اقبال طرفداران ایرانی به فوتبال خارجی را هم خوب درک می‌کرد، شروع موفقی داشت و بعدها با کمی نوسان به راه خود ادمه داد. دنیای فوتبالی‌ها رفته رفته طرفداران زیادی جذب کردند. البته بعد از مدتی، پژمان راهبر سکان هدایت دنیای فوتبال را به علی عالی، دیگر نویسنده خوش فکر عرصه ژورنالیسم ورزشی سپرد. دنیای فوتبال، تحت مدیریت علی عالی با تغییر خط مشی به نقد مدیریت‌های پراشکال و ضعیف فوتبال ایران پرداخت. طبیعتاً این رویکرد جدید با واکنش شدید مدیران سطح بالای کشور مواجه شد و پای مسئولان روزنامه به محاکم قضایی هم باز شد. بالاخره تلاش مدیران مذکور جواب داد و روزنامه دنیای فوتبال نتوانست به کار خود ادامه دهد. این اتفاق با ظهور سایت‌های خبری ویژه فوتبال همزمان شد و کم‌کم اقبال مردم ایران به روزنامه‌های ورزشی کمتر از قبل شد. گهگاه صحبت از بازگشت دنیای فوتبال به روی دکه‌ها بود و حتی یک بار در نمایشگاه مطبوعات سال ۹۰، علی عالی اعلام کرداین روزنامه دوباره به کار خود ادامه خواهد داد. اما در عمل هیچ خبر خاصی نشد. سرانجام در پاییز سال ۱۳۹۲ انتظارها به سر رسید و علی عالی، دنیای فوتبال را این بار در قالب یک ماهنامه تخصصی ورزشی به روی دکه‌ها بازگرداند. او برای ادامه راه برنامه‌های زیادی در سر داشت و مثل همیشه به خطوط قرمز بی‌توجه بود. ماهنامه دنیای فوتبال تیمی کار خود را آغاز کرد و از همان اولین شماره با برخوردها و مقاومت‌های زیادی مواجه شد.
طبیعتاً وقتی به جای ارائه اخبار جاری فوتبال و چاپ مقالات و گزارش‌های رایج، سراغ پشت پرده و بحث‌های مدیریتی و خطوط قرمز و مسائل بحث‌برانگیز می‌روید، با مشکلات و موانع متعددی دست به گریبان خواهید بود. این مشکلات در مقطعی به حدی رسید که ادامه کار مجله دنیای فوتبال هم مثل نسخه روزنامه ای، غیرممکن شد؛ ولی این قطار دوباره به راه افتاد و تا به حال ۸ شماره از این مجله منحصر به فرد در عرصه مطبوعات داخلی، چاپ و منتشر شده‌است.
نظرات در مورد نوشته‌ها و خط مشی دنیای فوتبالی‌ها در جامعه فوتبال کشور متفاوت است و طیف متنوعی از طرفداران فوتبال و دوستداران ورزش مخاطب مقالات و گزارش‌های این ماهنامه هستند. حتی عکس روی جلد ویژه نامه نوروزی دنیای فوتبال هم واکنش‌های متفاوتی را برانگیخت و در شبکه‌های اجتماعی مثل یک بمب خبری منفجر شد! ولی با همه این اوصاف، این مسیر همچنان ادامه دارد و دنیای فوتبال فرصتی است برای گفتن از ناگفتنی‌های فوتبال، سرک کشیدن در پرونده‌های مختومه و قدیمی، رسیدن به ریشه‌ها و علت‌ها در مورد مشکلات و معضلات ریز و درشت فوتبال ایران.
همزمان با انتشار شماره اول مجله دنیای‌فوتبال، امیر برادران از پیشکسوتان سابق صداوسیما و برنامه ورزش و مردم که از ایران رفته‌است، در یادداشتی به مجله و صفایی‌فراهانی حمله کرد. او با تیتر «پایه‌های فساد و رازهای مهندس !» نوشت: اگر روند جامعه ایران در حکومت اسلامی و بعد از انقلاب را دنبال کنیم می‌بینیم که در سال ۱۹۹۸ که تیم ملی فوتبال برای اولین بار بعد از انقلاب به جام جهانی صعود کرد، شرایط فوتبال کاملاً عوض شد. دراین زمان فشارهای کنفدارسیون فوتبال آسیا باعث شد تا اعلام فوتبال حرفه ای شود (بر خلاف آنچه طرفداران اصلاحات می‌نویسند: راه اندازی لیگ حرفه ای با الگو برداری از لیگ‌های مطرح جهان، ایجاد تشکیلات مدون اداری و فنی نظیر سازمان تیم‌های ملی و سازمان لیگ، ارتباط بسیار نزدیک با مقامات تأثیر گذار در AFC و FIFA، حضور پررنگ در مجامع قاره ای و جهانی و استفاده از این ارتباطات جهت توسعه موضوعات فنی و آموزشی، از جمله اقداماتی به‌شمار می‌رفت که توسط صفایی فراهانی به مرحله انجام رسید) !!! در فوتبالی که به لحاظ امکانات و مدیریت حتی از آماتوری نیز پایین‌تر بود، پولهای بی حساب و کتاب و بدون تناسب با ارزش و کیفیت بازیکنان به فوتبال سرازیر شد تا فساد و آلودگی همراه با تمام زمینه‌های دیگر بر فوتبال نیز سایه بیندازد. در این دوره هر روز بیش از پیش فوتبال غرق در فساد  اخلاقی و مالی بوده‌است و در چند سال گذشته گند کار تا آنجا درآمده که حتی عوامل و سازندگان این بساط ننگ آلود نیز برای فریب دیگران فریاد فوتبال فاسد سر داده‌اند !!! این بدعت را به‌طور رسمی رئیس‌جمهور وقت محمد خاتمی گذاشت و با آوردن صفایی فراهانی عملاً و رسماً پای آدم‌های سیاسی را به فوتبال باز کرد !... با این کار در اولین قدم یک آدم فوتبالی و خوش‌نام چون منصور امیر آصفی که ثمره کارش در فدارسیون فوتبال یک مربی تأثیر گذار بنام تومیسلاو ایویچ بود را از صحنه فوتبال حذف کردند و به دنبال آن ایویچ را هم اخراج کردند و با آوردن جلال طالبی می‌خواستند مانند قبل از انقلاب که فوتبال ایران با یک مربی ایرانی (حشمت مهاجرانی) به جام جهانی رفت رونوشتی از آن هنگام داشته باشند! آمدن صفایی فراهانی و دستورهای خاتمی به وزارتخانه‌ها برای دادن پول به فدارسیون فوتبال در واقع آغاز تزریق پولهای بدون و حساب و کتاب دولتی به فوتبال بود که گفتیم همزمان با فشارهای کنفدارسیون فوتبال آسیا برای حرفه ای کردن فوتبال ایران اتفاق افتاد. در زمان ریاست صفائی فراهانی، قرار بود که یه سری انستیتو هائی تأسیس شود که مستقیماً به ورزش ارتباط داشته باشند. یکی از اون پروژه‌ها درست کردن انستیتوی فوتبال بود. قرار بود که آدم‌های متخصص را برای فوتبال در آنجا تربیت کنند. قرار بود به مانند انستیتو کلن و انستیتوی لایپزیک دوره‌های ۳ تا ۶ ماهه برای آنها ترتیب بدن؛ که هیچ‌کدام این کارها انجام نشد …

## شماره‌های بیادماندنی

### شماره اول؛ گفتگوی مفصل با محسن صفایی‌فراهانی
اواخر مهرماه ۱۳۹۲ اولین شماره مجله دنیای‌فوتبال منتشر شد. تیتر «رازهای مهندس» برای جلدِ شماره اول انتخاب شود. اهمیتِ این جلد از آن جهت مهم بود که عکسِ صفایی‌فراهانی برای اولین‌بار بعد از اتفاقات۸۸ روی جلد یک نشریه به چاپ رسید و او در گفتگویی مفصل یک‌بار برای همیشه خاطرات دوران‌های مختلف از معاونتِ وزیر تا دوران جنگ، از ریاست فدراسیون فوتبال تا ماجرای تحصن مجلس ششم، از ستاد انتخاباتی سیدمحمدخاتمی تا استعفا از فدراسیون و انتخابش به‌عنوان رئیس کمیته انتقالی و بسیاری از زوایای پنهان زندگی و مدیریتیش را ثبت کرد. عکسِ جلد مربوط به زمانی‌ست که او به‌خاطر تعریف خاطراتش اشک می‌ریزد. این‌گفتگو توسط علی عالی و محمدحسین مهرزاد انجام شد. دیگر مطالب این شماره: آسیب‌شناسی فوتبال پایه، مقالاتی در باب بحران مالی اروپا و گردش مالی رئال مادرید، یادنامه‌ای برای عطاالله بهمنش، گزارش‌هایی متفاوت از فوتبال ایران و فدراسیون‌نشینان، آنالیز یک دربی سرد، گزارش‌های ناب خبرنگاران استانی، مصاحبه‌ای نوستالژیک با مرتضی احمدی، قدیمی‌ترین هوادار پرسپولیس، وضعیت تیم ملی ایران از دید یک خبرنگار آمریکایی و چرا ایرانیان در ورزش گروهی موفق شدند؟
صفحه فیسبوکِ مجله پس از چاپ اولین شماره این متن را پست کرد؛ این متن رو یکی از ایرانی‌های خارج از کشور برای سردبیر فرستاده:سلام هر جا رو نگاه می‌کنی به هر سایتی میری پیج هر آواره وطنی رو نگاه می‌کنی یه عکس از دنیای فوتبال گذاشتن. از ته دل و خیلی صادقانه می‌خواستم تحسین کنم کار تو و اون عکاس رو، هنوز مصاحبه رو نخواندم اما میدانم خیلی جالب است. گفتم یکی از دوستانم در ایران برای من خرید فرستاد. مطمئن هستم این از اون مجلاتی هست که هیچ وقت دور نمی اندازم و نگه می‌دارم تا همیشه جلوی دوستانم از اینکه این شماره مجله رو داشتم و خواندم افتخار کنم؛ و به آنها قرض بدم تا آنها هم در غربت بخوانند اما آنقدر پیگیر می شوم تا سر وقت خودش بیارند و بهم برگردانند

### شماره دوم؛ پرونده ویژه پرویز قلیچ‌خانی
دومین شماره مجله در آذرماه ۱۳۹۲ منتشر شد. تیتر «تراژدی پرویز» برای جلدِ شماره دوم انتخاب شد. برای اولین‌بار بعد از انقلاب، طرحی از پرویزقلیچ‌خانی روی جلد قرار گرفت و مطالب متنوعی درباره‌ش نوشته شد. علی عالی یادداشت اول این پرونده را با تیتر «دربارهٔ چهره‌ای که از تاریخ فوتبال ایران حذف شده‌است» را نوشت و ابراهیم افشار با قلم جادوییش «یک روایت غم‌انگیز از کامل‌ترین فوتبالیست تاریخ فوتبال ایران» را ثبت کرد. هم‌چنین مصاحبه‌هایی با امیر حاج‌رضایی، حسن روشن، اصغر شرفی و داریوش مصطفوی منتشر شد. مجله در ۲۰۰ صفحه چاپ شدبه همراه پرونده‌هایی مانند: رؤیای میزبانی؛ باشگاه گزارشگران؛ اعزام خبرنگاران؛ پخش تلویزیونی؛ اسطوره سازی؛ دیپلماسی؛ دغدغه‌های آقای کی روش و پرونده اقتصاد ورزش

### شماره سوم؛ گفتگوی مفصل با فائزه هاشمی‌رفسنجانی
سومین شماره مجله در دی‌ماه ۱۳۹۲ منتشر شد. «بازگشت فائزه» تیتری بود که برای این شماره انتخاب شد. گفتگویی اختصاصی در روزهایی که حضور زنان در استادیوم‌های ورزشی تابو بود اما با عکسی از فائزه هاشمی‌رفسنجانی و زیر تیتر «دختر آیت‌الله، راه زنان ایرانی را به ورزشگاه هموار می‌کند» روی کیوسک قرار گرفت. او در این مصاحبه برای اولین‌بار از نقشش در خصوص رفع تعلیق فدراسیون فوتبال در تماس با شیخ احمد گفت. این گفتگو با حاشیه‌ای همراه شد تا در نهایت مجله توضیحاتی پیرامون چاپ این مصاحبه اعلام کرد. در همین شماره مصاحبه‌ای جنجالی از محمد علی‌آبادی، رئیس سابق سازمان تربیت‌بدنی و یکی از نزدیکان محمود احمدی‌نژاد منتشر شد و او برای اولین‌بار دربارهٔ دخالت‌های رئیس‌جمهور سابق در امور فوتبال و همچنین ارتباطش با رحیم مشایی گفت. پرونده «احمدی‌نژادی‌های فدراسیون فوتبال» از دیگر مطالب خواندنی این شماره بود. مطلب مهم دیگر این شماره دربارهٔ تجاوز در مدارس فوتبال با تیتر «هیس! بچه‌های مدارس فوتبال فریاد نمی‌زنند» بود که برای اولین‌بار این تابو را شکست و درخصوص اقدامی فجیع در فوتبال پرده‌برداری کرد. موضوعی که البته بازتاب‌های بسیاری داشت.

### شماره چهارم؛ پرونده ویژه یقه‌سفیدهای فوتبال
دنیای‌فوتبال در این شماره که بهمن ۱۳۹۲ منتشر شد برای اولین‌بار از نقشِ واسطه‌های مدیریتی پرده برداشت. در این شماره علاوه بر مطلب سردبیر دربارهٔ «یقه سفیدهای فوتبال»، یادداشت‌هایی از جواد دلیری، سعید لیلاز، احسان محمدی، صادق زیباکلام و گزارش‌ها و گفتگوهایی دربارهٔ سعید شیرینی، علی کفاشیان, محسن علی‌آبادی، احسان کفاشیان به چاپ رسید. از دیگر سوژه‌های این شماره ترازوی دست‌کاری شده ارکان قضایی فدراسیون فوتبال، بودجه ورزش در دولت روحانی، ارکان قضایی فوتبال و نسل سوخته فوتبال بود. ابراهیم افشار در این شماره دربارهٔ مکتب شاهین در فوتبال ایران نوشت و گفتگویی با جعفرکاشانی منتشر شد.

### شماره پنجم؛ پرونده ویژه؛ عاقبت فوتبال
این شماره با تأخیری چندماهه روی کیوسک قرار گرفت. اردیبهشت‌ماه ۱۳۹۳ شماره پنجم منتشر شد با عکسی عجیب از احمدرضاعابدزاده. دنیای‌فوتبال در این شماره از سرنوشت ستاره‌های فوتبال و حواشی آن پرده برداشت. فرجام ۹نسل از ستاره‌های فوتبال ایران موضوع پرونده ویژه این شماره بود. همچنین مصاحبه‌ها و گزارش‌های متعددی در این شماره به چاپ رسید. در صفحه اول این مجله تیتر زده شد: «معذرت می‌خواهیم، ببخشید». یکی از پرونده‌های ویژه این شماره دربارهٔ موضوع ورزشکاران ایران و اسرائیل بود.

### شماره ششم؛ ایران در جام‌جهانی ۲۰۱۴؛ دلواپسیم
عکسِ جلد کارلوس‌کی‌روش است که از عکس‌های کوچک بازیکنان تاریخ فوتبال ایران در جام‌های جهانی تشکیل شده‌است. تیتر انتخابی «دلواپسیم» است که اشاره دارد به نگرانی‌های سرمربی تیم‌ملی فوتبال ایران از نحوه آمادگی و اردوهای تدارکاتی. علی عالی سردبیر در سرمقاله با تیتر «کوبیدن پتک بر سر تماشاگران بی‌خیال» از فدراسیون فوتبال بابت سهل‌انگاری‌های گذشته انتقاد کرد اما اعلام کرد کهبه نگرش فنی و مدیریتی کی‌روش در جام‌جهانی ۲۰۱۴ برزیل امیدوار است. در همین شماره صفایی‌فراهانی یادداشتی به‌مناسبت درگذشت تومیسلاوایویچ نوشت. همچنین حسین خوانساری از روزنامه‌نگاران ورزشی پیش از انقلاب هم در این شماره مطلب بلندی داشت. صادق زیباکلام در این شماره مصاحبه‌ای عجیب انجام داد که تیترش این بود: «چرا دوست ندارم ایران در جام جهانی برنده شود؟» شماره ششم دنیای‌فوتبال مربوط به جام‌جهانی ۲۰۱۴ برزیل، ایران و حریفانش و هم‌چنین بررسی گروه‌های مختلف جام‌جهانی از لحاظ فنی، فرهنگی، اقتصادی و سیاسی بود. همچنین گفتگوهای بلندی با علی‌دایی و علی‌کفاشیان هم در این شماره دیده می‌شود. مصاحبه علی دایی با مجله جنجالی شد. سرمربی سابق تیم‌ملی در مصاحبه با مجله دنیای فوتبال اعلام کرد که در زمان سرمربیگری وی در تیم ملی، محمود احمدی‌نژاد رئیس‌جمهور وقت، با حضور در محل تمرینات رسماً درخواست بازگشت علی کریمی به تیم ملی را مطرح کرد. او گفت: «به هر صورت آقای احمدی‌نژاد آمد و بحث بخشش کریمی را مطرح کرد. من هم آدمی نبوده و نیستم که اجازه دخالت کسی در کارم را بدهم.» دایی دربارهٔ واکنش آن زمانش به توصیه احمدی‌نژاد می‌گوید: «من گفتم شما به مسایل بزرگ و مهم کشور برسید و رسیدگی کنید، اجازه بدهید ما کوچک‌ترها هم به مسایل کوچک‌تر برسیم و آن‌ها را حل کنیم. این عین عبارت بود» دایی بعد از چاپ مصاحبه، نقل‌ و قول را به‌شکل عجیبی تکذیب کرد. مجله مجبور شد فایل صوتی حرف‌های دایی را منتشر کند.

### شماره هفتم؛ پرونده ویژه شهلایِ تختی
چاپ این شماره با تأخیر بسیار همراه شد. اسپانسر مجله دیگر حاضر به همکاری نشد و از این به بعد مجله با سختی‌های بسیار منتشر می‌شد. برای اولین‌بار شورای سیاستگذاری برای مجله تعیین شد و جلسه‌شان با حضور محسن صفایی‌فراهانی، سعید فائقی، امیرحاج‌رضایی، الیاس‌حضرتی و احمددنیامالی تشکیل شد. برای اولین‌بار طرحی از «شهلاتوکلی» همسر غلامرضاتختی روی جلد قرار گرفت و خاطراتش برای اولین‌بار گردآوری و پرونده‌ای ویژه دربارهٔ همسر جهان‌پهلوان منتشر شد. ۴۷ سال کمتر کسی همسر روشنفکر جهان پهلوان تختی را می‌شناخت. زنی که فقط سکوت کرد، کمتر جایی رفت و تبدیل به «بانوی رازها» شد. پرونده ویژه «دنیای فوتبال» به او و تفکرش تعلق داشت. جریان روشنفکریِ سرکوب شده. برشی از حال و روز ایران. صدرالدین‌الهی برای این پرونده مطلب نوشت و با بابک‌تختی، فرزند جهان‌پهلوان و رضا توکلی برادرِ شهلا گفتگوی مفصلی شد. هم‌چنین گزارشی اختصاصی از ابهامات مالی هوشنگ‌مقدس تاجر ایرانی نزدیک به تیم‌ملی با چاپ اسنادی مهم منتشر شد. در این شماره هم‌چنین برای اولین‌بار عکسی از چهره امیر اسکندری منتشر شد که بسیاری از اهالی فوتبال او را می‌شناسند.

### شماره هشتم؛ پرونده ویژه چپ‌های ورزش
یکی از جنجالی‌ترین شماره‌های دنیای‌فوتبال مربوط به عکسی بود که برای اولین‌بار منتشر می‌شد. این شماره ویژه عید آماده شده بود اما عکس آن‌قدر تلخ بود که هر مخاطبی را میخکوب می‌کرد. در عکس پرویزدهداری روی تخت غسالخانه دیده می‌شود و حسن‌غفوری‌فرد و علی‌پروین بر سر او نظاره‌گر هستند. عکسی که برای اولین‌بار روی جلد قرار گرفت و از آرشیو شخصی ابراهیم افشار انتخاب شده بود. عده‌ای تشویق کردند و عده‌ای هم انتقاد. فضا آن‌قدر دوقطبی شد که علی عالی سردبیر مجله مجبور به توضیح شد و در صفحه فیسبوکش نوشت: «وقتی می‌خواستم عکس این شماره دنیای فوتبال را انتخاب کنم به همه این حرف‌ها فکر کردم. به اینکه این یک مسابقه نیست و به کسی مدال نمی‌دهند. به فحش‌ها. به توهین‌ها. به تحقیرها. تازگی ندارد و کسانی با تجربه‌تر و استخوان خردکرده تر از من هم با این رویه روبرو بوده‌اند و خواهند بود. اما از همه کسانی که وقت گذاشتند و در این «تَنگ حوصلگی» آخر سال نظرشان را نوشتند یا تماس گرفتند سپاسگزارم. کمک بزرگی کردند. برای همین چند نکته را لازم می‌دانم بنویسم»... پرونده اصلی با نام «ظهور و سقوط چپ‌ها» نام گرفت و از ۱۳ پرده از تحول‌خواهی کوشندگان اجتماعی معترض در تاریخ یک‌صدساله ورزش ایران حکایت داشت. بهمن‌فروتن هم در این شماره مطلبی در همین خصوص نوشت. هم‌چنین در این شماره گفتگویی مفصل با محمودگودرزی اولین وزیر ورزش ایران انجام شد که تیترش این‌گونه بود:شیر گازِ خانه را باز گذاشتند تا خفه شویم. مجله به برکناری قریب‌الوقوع مهدی‌محمدنبی پرداخت و پشت‌پرده این جابجایی را افشا کرد. هم‌چنین گزارشی از حمیدرضاسیاسی، مدیرعامل پرسپولیس که آن روزها در زندان به‌سر می‌برد به چاپ رسید.

### شماره نهم؛ پرونده ویژه فساد سازمانی
آذرماه ۱۳۹۴ نهمین شماره مجله به چاپ رسید. با عکسی از ژوزف‌بلاتر که پشت تورِ دروازه فوتبال محبوس شده‌است؛ با تیتر: «فساد سازمانی». دنیای‌فوتبال در این شماره رسوایی‌های فیفا و فساد سازمان‌یافته در فوتبال ایران را مورد بررسی قرار داد. جلال‌طالبی در این شماره مصاحبه مفصلی داشت و گفته بود: «هیچ‌وقت در فوتبال ایران من را خودی ندانستند». گروه پرونده دنیای‌فوتبال از «شبکه درستکاری و خرابکاری در فوتبال ایران» مطالب و موضوعاتی را نوشت و از نقش پدرخوانده در پشت‌پرده فوتبال ایران پرده‌برداری کرد. همچنین در این شماره «سه ساعت با غم و شادی‌های سیاسی-ورزشی گلر تیم‌ملی که ۳۸ سال گم شده بود» پرداخته شد که مربوط به ناصر نبوی، دروازه‌بان تیم‌ملی و هم‌رزم مصطفی‌چمران و شاگرد علی‌شریعتی بود. از دیالوگ‌های ماندگار آن گفتگو این بود: «یادم است که در اوایل انقلاب، یک‌سری از این آدم‌های فرصت‌طلب رفتند فتوا گرفتند که چون این چرم‌های روی توپ، ذبح اسلامی نشدند و از خارج از کشور آمده، نجس هستند؛ لذا نباید با این توپ‌ها بازی کرد. نگاه‌های این شکلی در اوایل انقلاب وجود داشت. الان هم وجود دارد. اوایل انقلاب هرکس با کسی خرده‌حسابی داشت، به او تهمت می‌زد و ظاهراً هم فضا برای این کارها آماده بود.»

### شماره دهم؛ پرونده ویژه علی عبده، تکنوکرات سرخ
دی ماه ۱۳۹۴ این شماره به چاپ رسید. با طرحی از علی‌عبده، بنیان‌گذار پرسپولیس؛ اولین مدیری که با نگاه خصوصی‌سازی به بن‌بست رسید. با تیترِ «تکنوکراتِ سرخ». برای اولین‌بار بود که بعد از انقلاب تصویری از مؤسس پرسپولیس روی جلد نشریه‌ای قرار گرفته بود. سالارعبده، فرزند علی عبده هم در این شماره یادداشتی از خاطرات پدر منتشر کرد. عکس‌هایی برای اولین‌بار به چاپ رسید که پیش از این‌جایی دیده نشد و مطلب بلندی به قلمِ ابراهیم افشار نوشته شد: «کیهان‌ورزشی در شماره ۹۶۷خود دربارهٔ انحلال تیم حرفه‌ای پرسپولیس از زبان عبده می‌نویسد: جبر زمان و شرایط کنونی، فوتبال حرفه‌ای را نمی‌پذیرد. ما نمی‌خواهیم از فوتبال ثروتمند شویم، زیرا معتقدیم که فوتبال باید خودش، خودش را اداره کند. پرسپولیس در راه فوتبال حرفه‌ای پیش‌قدم شد که خواست شاهنشاه بود. اما متأسفانه ما را در این راه تنها گذاشتند و حتی فدراسیون فوتبال هم با ما همکاری نکرد و در شرایط کنونی حتی زمین در اختیار ما قرار نمی‌دهد». هم‌چنین در این شماره گفتگویی اختصاصی با بیژن، از دوستان نزدیک عبده شد که تا لحظه مرگ کنارش ماند و دربارهٔ آن روز گفت: «عبده زیر دوش حمام افتاد و تمام کرد».

### شماره یازدهم؛ پرونده ویژه قصه محمد و شاتقی
دنیای‌فوتبال در شماره بهمن-اسفند۱۳۹۴ خود از داستان فارغ‌التحصیلان مدرسه عالی ورزش که بعدها به ورزش آمدند نوشت؛ «قصه محمد و شاتقی». ماجرا مربوط به مصاحبه عجیب تقی جهانی در کیهان‌ورزشی علیه پرویز قلیچ‌خانی و دیگران بود. حکایت فارغ‌التحصیلان مدرسه عالی ورزش در تهران، داستانی تاریخی است که رگه‌های جانگداز و فکاهه را توامان دارد. همان جوانانی که قرار بود با راه‌اندازی این مدرسه، نسل جدیدی از کارگزاران تحصیلکرده را برای ورزش خموده و سنتی ایران تربیت کنند اما ناگهان مملو از داستان‌ایی شد که گفتنش بعد از چهل‌وسه سال، آدمی را با عبرت، تحیّر و لبخند مواجه می‌کند. در این شماره همچنین با عنایت‌آتشی، گزارشگر بسکتبال مصاحبه‌ای شد و در آن اعتراف کرد او اسم استقلال را روی باشگاه تاج گذاشت. همچنین در این شماره به پیدایش کیهان‌ورزشی و شماره‌های بیادماندنی آن  نیز پرداخته شد.

### شماره دوازدهم؛ پرونده ویژه وزارت آقا اجازه
خرداد ۱۳۹۵ این شماره به چاپ رسید. رویکرد مدیریتی محمود گودرزی، اولین وزیر ورزش و جوانان ایران مورد نقد جدی قرار گرفت. سردبیر در یادداشتی مفصل با این سرفصل‌ها از او انتقاد کرد: انعطاف‌ناپذیر، اهل دخالت، خودرای، مخالف خوان و ناکارآمد. تیتر مطلب و تیتر اصلی جلد هم این بود: «دولتِ آقا اجازه». این جلد موضعی شفاف دربارهٔ عملکرد متناقض گودرزی بود. او ۲۷مهر ۱۳۹۵ علی‌رغم میل باطنی کنار گذاشته شد و متن استعفایی هم منتشر کرد. در این شماره نامه ای از دختری منتشر شد که برای اولین بار با لباس پسرانه به استادیوم آزادی رفته بود. همچنین در صفحات دیگر دربارهٔ انتخاب مهدی تاج به عوان رئیس تازه فدراسیون فوتبال و پشت پرده انتخابات گزارش مفصلی به قلم حسین قهار نوشته شد. استقبال از پانزدهمین دوره جام ملت‌های اروپا در فرانسه از دیگر مطالب بود.

### شماره سیزدهم؛ پرونده ویژه محمدعلی کلی و غلامرضا تختی، پایان اسطوره
تیرماه ۱۳۹۵ عکسی از محمدعلی کلی و غلامرضا تختی روی جلد منتشر شد. دنیای فوتبال شباهت‌ها و تفاوت‌های این دو اسطوره را در کلاس جهانی و ایران بررسی کرد. پروانه حسینی در این شماره دربارهٔ حضور زنان ایرانی در ورزشگاه‌های آمریکا و تشویق تیم ملی کشتی ایران مطلب نوشت. با اکبر فلاح و همایون شاهرخی گفتگو شد. پرونده ویژه با یادداشت‌ها و گفتارهایی از بهرنگ صدیقی، صادق زیباکلام، عبدالرحمن نجل رحیم، هوشنگ شهابی، غلامحسین باهر، ابراهیم افشار، رضا شجیع، کوروش زعیم، موسی اکرمی، احسان محمدی، وحید جعفری، وحید ذوالاکتاف، عدنان دانشیار و بهمن فروتن به چاپ رسید. مصاحبه ای مفصلی هم با حسین شاه حسینی شد؛ پر از خاطرات گفته نشده و جالب. در این شماره گزارشی از دختری کشتی‌گیری منتشر شد که آرزوهای بزرگ دارد؛ ندا خانی یوسف رضا.

### شماره چهاردهم؛ پرونده ویژه شعبان جعفری، باستانی‌کارِ کودتاچی
شهریور ۱۳۹۵ شماره چهاردهم مجله دنیای فوتبال منتشر شد. از آن دست جلدهایی که نشریات ورزشی به سراغش نمی‌روند. موضوعی تاریخی-سیاسی از چهره ای ورزشی؛ شعبان جعفری. تیتر انتخابی برای جلد این شماره «باستانی کارِ کودتاچی» بود. بخشی از متن این گونه بود: «باشگاهش در شمال پارک شهر همیشه پر از مهمان‌های خارجی دربار بود. شعبان و نوچه‌هایش برای آنها برنامه اجرا می‌کردند. دهه چهل و پنجاه هر اداره‌ای و وزارتخانه‌ای از او حساب می‌بردند. نام او گره‌گشای کار خیلی از پرونده‌ها و سفارش‌شده‌ها بود. جای تعجب نداشت که ۱۵ خرداد ۱۳۴۲ که خیابان‌های تهران صحنه درگیری مردم با نظامیان بود، مردم به باشگاه ورزشی در خیابان شمال پارک شهر حمله کرده و آن را آتش زدند. حتی وقتی مبارزات قهرآمیز و چریکی شکل گرفت، شعبان جعفری یکی از هدف‌های عملیات چریکی شد ولی فقط مجروح شد. گویا او که شاه را بالا برده بود، باید زنده می‌ماند و سقوط او را هم با چشم می‌دید. در مقطع سال ۱۳۵۷ و تزلزل حکومت شاه، شعبان حال و هوای خوبی نداشت. «شاه که رفت، منم رفتم. وقتی شاه خواست بره بیرون، گفتم خب شاه که داره می‌ره، من اینجا بمانم چی کار کنم؟ منم می‌رم.» از این زمان شعبان آواره دیار فرنگ شد. مدتی اسرائیل، آمریکا، ترکیه و… دیگر کسی به حرف او وقعی نمی‌گذاشت. به گفته رئیس دفتر رضا پهلوی، چند بار به رضا پهلوی رو انداخت و تقاضای کمک کرد اما او هم کمک دندان‌گیری به او نکرد. گر چه خودش این واقعه را تکذیب می‌کرد اما تصویر چَکَش را هم احمدعلی انصاری بعدها منتشر کرد.» در این شماره با جهانگیر کوثری گفتگویی مفصل به چاپ رسید که خواندنی بود. او دربارهٔ خاطراتش از حضورش در باشگاه تاج گفت: من به واسطه سینما علاقه به مطالعه داشتم. خود همبازی‌های آن روزها در تاج هم یادشان می‌آید که هفت، هشت نفرشان را کتابخوان کردم. یعنی بعضی‌هایشان اصلاً نمی‌دانستند شعر نو چیه؟ کتاب فروغ برایشان می‌بردم. یادم می‌آید یکی از بچه‌ها عاشق شده بود، خیلی شدید. می‌آمد پیش من درد دل می‌کرد که چکار کنم؟ من برایش نامه عاشقانه می‌بردم این می‌برد از لای در خانه دختر مورد علاقه اش می‌انداخت تو. بعداً خودش می‌گفت دخترک تعجب کرده بود که فوتبالیست عاشق‌پیشه چه انشای عاشقانه ای دارد! می‌خواهم بگویم دست به نوشتنم خوب بود. حتی وقتی برای راه‌آهن بازی می‌کردم، برای مجله «فیلم و هنر» به عنوان خبرنگار گزارش می‌نوشتم. در دانشگاه با هوشنگ گلمکانی همکلاسی بودیم. این مجله آن موقع جایزه سپاس را پایه‌ریزی کرده بود و معتبر بود. آن موقع یک برنامه به اسم «ورزش از نگاه دو» پخش می‌شد، من به خاطر علاقه ای که به ورزش داشتم آمدم در مجله این برنامه را نقد کردم. آن نقد خیلی صدا کرد. حتی استاد بهمنش هم شاکی شده بود که این نقد کار کیست؟» هم‌چنین کوثری در بخش دیگری از مصاحبه‌ش گفت: «قلیچ خانی قربانی یک شوخی شد! سرهنگی بود که آن شب مسئول ساواک به حساب می‌آمده. همان کسی که شب بازداشت قلیچ خانی مسئول شهربانی بود. این بعدها برای من گفت آن شب ما سر به سر قلیچ خانی گذاشتیم. من رفتم جلوی سلولش و اسمش را پرسیدم. گفت قلیچ خانی! گفتم چکاره ای؟ تعجب کرد که چطور نمی شناسمش. گفت فوتبالیستم! سرم را تکان دادم. ترسید. گفتم من نمی‌دانم تو چکار کردی ولی حکم اعدام برایت صادر کرده‌اند! ما فقط می‌خواستیم سر به سرش بگذاریم. چند دقیقه بعد یکی دیگر از افسرها می‌رود سراغش و همین سؤال و جواب را می‌کند. عمداً می‌گوید تو را نمی‌شناسیم که خردش کند. این افسر می‌گوید سرهنگ (یعنی من) مخالف است اما از بالا دستور داده‌اند حکمت اعدام است! ما مزاح کردیم اما موضوع جدی شد! پرویز اصلاً کاری نکرده بود. با لگد کوبیده بود به در بوفه دانشسرا و چند جمله گفته بود. آن موقع خیلی‌هایمان با پا می کوبیدیم به در کافه! بگذریم! شوخی شوخی کاری کردند که برای زهرچشم گرفتن از خیلی‌ها پرویز را آوردند تلویزیون و آن اعترافات را کرد».

### شماره پانزدهم؛ پرونده ویژه تاجِ خسروانی
شماره ای استثنایی و عجیب در تاریخ ورزشی نویسی. طرحی از پرویز خسروانی مؤسس باشگاه تاج. ناهید مولوی در ابتدای پرونده ویژه این شماره نوشت: وقتی پیشنهاد این سوژه به من داده شد، تصور می‌کردم سوژه ای همانند سایر سوژه‌ها را پیش رو دارم، اما تصورم غلط بود و نوشتن دربارهٔ مردی که باشگاه تاج را که امروز به نام استقلال می‌شناسیم، پایه‌گذاری کرده‌است، سخت‌تر از آنی بود که تصور می‌کردم. این سختی آن جایی نمود پیدا کرد که زندگی سیاسی تیمسار ورزش دوست را به من سپردند. هر چه در خاطرات و روایت‌های مردان دربار پهلوی جستجو کردم، نکته دندان‌گیری توجهم را جلب نکرد. همه جا روایاتی شبیه به هم وجود داشت که ارزش چندانی نداشتند. پرویز خسروانی، مهره مهمی در دربار پهلوی شمرده می‌شد، از آن جهت که سال‌ها آجودان مورد اعتماد محمدرضا پهلوی بود و در مهم‌ترین برهه‌های تاریخی دوران پهلوی دوم، در قلب دربار حضور داشت. به بیراهه نرفته‌ام اگر بگویم او جعبه سیاه بخشی از دربار ایران در حساس‌ترین روزهایش بوده‌است. در میان خاطرات و روایت‌های تاریخی سرگردان بودم که از طریق یکی از دوستان، به تنها گفتگویی که از پرویز خسروانی وجود داشت، دست یافتم. گفتگویی از مجموعه تاریخ شفاهی، که به همت دانشگاه هاروارد انجام شده بود. درواقع این آخرین و تنها گفتگویی است که توسط حبیب لاجوردی با او انجام شده‌است. این‌جا دیگر تیمسار خسروانی معروف، آجودان نزدیک و مورد اعتماد شاه سابق ایران، پیرمردی تنها در لندن است. دیگر از آن جلال و جبروت روزهای جوانیش، تنها خاطراتی باقی مانده‌است که تک به تک آن‌ها را روایت می‌کند. در هر صورت، این گفتگو از هر لحاظ ارزشمند و جالب بود و خاطرات خواندنی را در دل خود داشت. از همین رو تصمیم گرفتم به جای روایت زندگی سیاسی پرویز خسروانی، خاطراتی که در آن سال از زبان خودش بیان کرده‌است را در قالب گزارشی که پیش روی تان است، بنویسم. ابراهیم افشار هم در هفت پرده به زندگی او پرداخت. کاظم اولیایی در گفتگویی اعتراف کرد: «قرار بود خسروانی به ایران بیاید ولی منصرف شدیم» امیررضا واعظ آشتیانی هم گفت: «خسروانی یک مدیر خوش فکر و موفق بود». یکی دیگر از گزارش‌های مجله نیز مربوط به مشکلات مالی و تحریم پول‌های ایران در فیفا با تیتر «تأثیرات برجام بر فوتبال ایران» بود.

### شماره شانزدهم؛ پرونده ویژه آزار جنسیِ کودکان و فساد در فوتبال پایه
بهمن ماه ۱۳۹۵، کمی بعد از مرگ اکبر هاشمی رفسنجانی، جلد دنیای‌فوتبال دربارهٔ تجاوز در مدارس فوتبال ایران بود.  ناصر فریادشیران در مصاحبه حرف‌های عجیبی زد: «من اسم نمی‌برم. اما این مسائل واقعیت دارد و باید در مورد آن حرف بزنیم. جایی را می‌شناسم که اسم خودش را مدرسه فوتبال گذاشته‌است، اما این محل خوابگاهی دارد که در آن نوجوان چهارده ساله با یک جوان ۲۲ ساله در یک اتاق زندگی می‌کنند. چند سال پیش در ماه رمضان، ما مراسم افطاری داشتیم. یکی از دوستان گفت بچه ای آمده و می‌خواهد تست بدهد و الان در استقلال جنوب است. فهمیدم که این بچه پانزده ساله، یک ماه در تهران است. بدون پدر و مادر. بچه مازندران بود. من ناراحت شدم. از او خواستم که به پدرش تلفن کند. شروع کردم فریاد زدن سر پدر بچه که خجالت نمی‌کشی؟ شما بچه پانزده ساله را در شهری که آدم‌های چهل ساله هم اگر مواظب نباشند هزار بلا سرشان می‌آید، رها کرده‌اید؟ آن طفل معصوم سه روز بود که غذا نخورده بود. فقط آب و نان بربری خورده بود. من نمی‌خواهم به اسم اشاره کنم، اما این بچه در همان محلی زندگی کرده بود که درباره‌اش صحبت کردم. جایی که اتفاقاً در تمام رده‌های نونهالان، نوجوانان، جوانان، امید و بزرگسال از بچه‌های مردم پول می‌گیرد.» حسین قهار در گزارشی کامل، چند روایت دست اول از این موضوع با تیتر «فوتبالِ بدونِ لباس» نوشت. از دیگر مطالب این شماره می‌توان به مطلبِ ابراهیم افشار با تیتر «از شورش در کُشتی چوخه تا اعدام گلسرخی» اشاره کرد.

### شماره هفدهم؛ گفتگوی ویژه با عباس عراقچی
آخرین شماره چاپ‌شده از مجله دنیای‌فوتبال. اسفندماه ۱۳۹۵. آن روزها که برجام به نتیجه رسیده بود تیمِ هسته‌ای ایران از سوی بیشتر رسانه‌ها مورد تشویق قرار می‌گرفت. سیدعباس عراقچی، معاون وزیر امورخارجه، یکی از فوتبالی‌ترین چهره‌های سیاسی ایران است. با او دربارهٔ خاطراتش از فوتبال و اهمیتِ کارِ تیمی گفتگو شد. او دربارهٔ علاقه محمدجواد ظریف به فوتبال گفت: «تیم ملی در اتریش اردو گذاشته بود اما در شهر دیگری غیر از وین. مذاکرات در وین بود و ما درگیر مذاکره بودیم و آقای ظریف با بچه‌های تیم ملی دیدار کرد. جالب است که من و آقای روانچی که فوتبالی هستیم، به مذاکره چسبیدیم و آقای ظریف که از فوتبال سر در نمی‌آورد، به دیدار تیم ملی رفت! (بلند می‌خندد) البته سر درمی‌آورد اما خیلی پیگیر نیست و موضوع موردعلاقه‌اش نیست. آقای ظریف سر همین بازی آخر پرسپولیس - استقلال که ساعت ۱۵ برگزار می‌شد، به من و آقای تخت‌روانچی زنگ زدند و گفتند که بیایید بالا کارتان دارم. رفتیم و گفتیم الان بازی است اما نشستیم و صحبت کردیم. آقای روانچی بیشتر دلشوره داشت و پیگیرتر بود و دلش طاقت نمی‌آورد. به بهانه‌ای بلند می‌شد و بیرون می‌رفت و پیگیری می‌کرد. به یاد دارم که رفت بیرون و برگشت و گفت یکی جلوییم! اما یک ربع بعد دوباره رفت و گفت دو بر یک عقب هستیم. گفتم یعنی چه؟ گفت نمی‌دانم دو تا گل خورده‌ایم. بعد جلسه تمام شد و آمدیم بیرون. در دفتر آقای ظریف بچه‌ها داشتند بازی را نگاه می‌کردند. دقیقه‌های آخر نیمه اول بود که دیگر حال‌مان گرفته شد و سومی را هم خوردیم اما نیمه دوم را رفتیم دفتر خودمان دیدیم.» عراقچی گفت که بعضی فدراسیون‌های ورزشی از نوشتن یک نامه صحیح عاجز هستند و در جریان بازی‌های بین‌المللی در صورت لزوم از احقاق حق خود نیز عاجزند، به همین دلیل حق آنها به راحتی ضایع می‌شود، بعد می‌گوید شکایت کرده‌ایم، اما چگونه شکایت کرده‌اند با نوشتن نامه‌ای سر تا پا غلط از نظر حقوقی و حتی املایی. در این شماره گفتگویی مفصل با امیر حاج‌رضایی شد و گفت: «امروز فرصت‌طلبان فوتبال را اداره می‌کنند». از دیگر مطالب این شماره می‌توان به گفتگوی اختصاصی با برانکو ایوانکوویچ، سیدجواد میری و دکتر علی صاحبی اشاره کرد.

## شماره منتشرنشده
به‌دلیل مشکلات عدیده، شماره هجدهم به‌رغم صفحه‌آرایی و خروجی جهت چاپ هیچ‌گاه منتشر نشد. این شماره با عکسی از عادل فردوسی‌پور قرار بود روی کیوسک‌های مطبوعاتی قرار گیرد که هرگز به آن مرحله نرسید.

## شناسنامه مجله

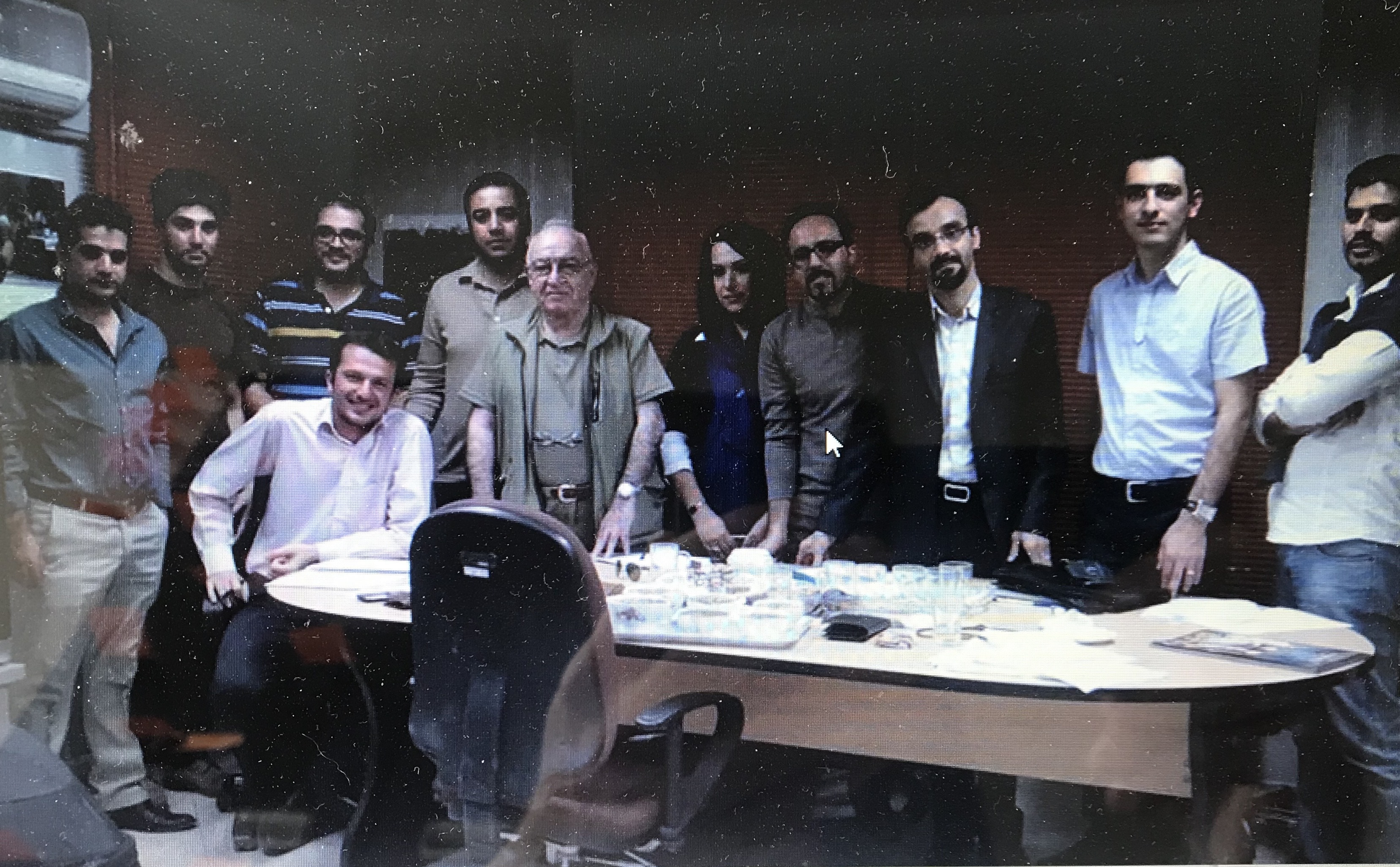
اولین جلسه تحریریه دنیای‌فوتبال در سال ۱۳۹۲

صاحب امتیاز: مجتبی صدوقی/ سردبیر: علی عالی/ مشاور عالی تحریریه: جواد دلیری/ دبیر تحریریه: احسان محمدی/ دبیران: ابراهیم افشار (نوستالژی)، حمیدرضا صدر (تاریخ فوتبال)، محمدحسین مهرزاد (راهبرد)، وحید جعفری (ورزش ایران)، حسین قهار (باشگاه گزارشگران)، مسعود مرعشی (طنز)، منوچهر دین‌پرست (اتاق فکر)، سعید الهویی (آنالیز)، رسول مجیدی (ورزش جهان)، شکوفه موسوی (ورزش زنان)، سامان موحدی‌راد (آرشیو)، علی ورامینی (نقد)، امیر کلهر (نظرسنجی)، هانی انصاری (طرح)، سعید زارعیان (عکس) / یادداشت، گزارش و مصاحبه: رامتین جباری، جاوید جعفری فراهانی، حسین ردکا، سپهر خرمی، نگار خسروی، رضا منصور خانکی، مرجان حسینی، سالار علیخواه/ مترجمان: رومینا تیموری، علی میرزایی، نوید صراف، علی بابازاده، شهراد باغستانی، نسیم فرزین/ مدیر هنری: حسام سحامی/ مدیر اجرایی: سعید پیرمحمویی/ ویراستار و روابط‌عمومی: مریم باقرزادگان/ رئیس سازمان آگهی‌ها: مصطفی مسجدی

## حکم دادگاه
سخنگوی هیئت منصفه دادگاه مطبوعات استان تهران خبر داد: مجرمیت مدیر مسئول نشریه دنیای فوتبال
مؤمنی راد گفت: مدیر مسئول نشریه دنیای فوتبال به اتهام انتشار مطالب خلاف واقع، نقل مطالب گروه‌های منحرف، انتشار تصاویر خلاف عفت عمومی، مجرم شناخته شد. به گزارش گروه اجتماعی باشگاه خبرنگاران جوان، احمد مؤمنی راد سخنگوی هیئت منصفه دادگاه مطبوعات استان تهران در تشریح جلسه امروز دادگاه مطبوعات اظهار کرد: پرونده مدیر مسئول نشریه دنیای فوتبال به اتهام انتشار مطالب خلاف واقع، نقل مطالب گروه‌های منحرف، انتشار تصاویر خلاف عفت عمومی، استفاده ابزاری از تصویر زنان و تخلف از مصوبات شورای عالی امنیت ملی در شعبه سوم دادگاه کیفری یک استان تهران به ریاست قاضی کاشانکی مورد رسیدگی قرار گرفت. وی ادامه داد: هیئت منصفه مطبوعات استان تهران؛ مدیر مسئول نشریه دنیای فوتبال را در موارد اتهامی با عناوین انتشار مطالب خلاف واقع، نقل مطالب گروه‌های منحرف، تخلف از مصوبات شورای عالی امنیت ملی با اکثریت آرا مجرم دانست و مدیر مسئول این نشریه در همه این موارد مستحق تخفیف دانسته نشد. مؤمنی راد افزود: مدیر مسئول این نشریه در مورد اتهام استفاده ابزاری از تصاویر زنان و انتشار تصاویر خلاف عفت عمومی با اکثریت آرا مجرم شناخته نشد. سخنگوی هیئت منصفه دادگاه مطبوعات استان تهران در مورد اتهام نویسنده مطلب در نشریه دنیای فوتبال مبنی بر انتشار مطالب خلاف واقع گفت: با اعلام رضایت شاکی پرونده مختومه اعلام شد.